# Lorenzo Hengeller
Lorenzo Hengeller (Napoli, 22 febbraio 1970) è un pianista, cantautore e compositore italiano di musica swing.

## Biografia
Nato a Napoli, Lorenzo Hengeller si laurea in Lettere Moderne all'Università Federico II con una tesi sulla trasmissione televisiva Blob. Attualmente insegna a sua volta lettere moderne come attività part-time.
Si è esibito, tra l'altro, a Pomigliano Jazz, al Premio Tenco, al festival Dallo Sciamano allo Showman in una serata dedicata a Carosone (durante la quale ha condiviso palco e strumento con Stefano Bollani e con la Banda Osiris), quindi al Festival internazionale di Ravello, alla  Festa Nazionale del Diritto alla Musica, al Bollani and friends, ai live radiofonici de "La stanza della musica" interni a Radio 3 Suite.
La sua musica trae ispirazione da autori come Renato Carosone, Lelio Luttazzi, Gorni Kramer, Virgilio Savona, Fred Buscaglione, Cesare Andrea Bixio e Vittorio De Sica.
L'album di debutto, Parlami Mariù… ma non d'amore (2004), è inevitabilmente dedicato ai grandi del passato che hanno accompagnato la sua formazione musicale. Nel 2006 esce Il giovanotto matto, un album di matrice swing che si avvale delle collaborazioni di Bruno De Filippi, Roberto Del Gaudio, Antonio Sinagra e Angela Luce e che, oltre ad omaggi a nomi importanti come Gorni Kramer e Renato Carosone, presenta un repertorio originale dal chiaro sapore retrò, ironico e farcito di divertenti sketch e gag.
A febbraio 2007 Lorenzo Hengeller si esibisce dal vivo negli studi romani di Canale 5 per il talkshow Buon Pomeriggio, condotto da Maurizio Costanzo, con una versione centrifugata della sua canzone Swing del giornalaio.
Successivamente, il brano Embè e una personale rilettura dell'Inno di Mameli accompagnano l'ascolto del fortunato programma Viva Radio Due. Il 14 giugno Hengeller è ospite in studio a Via Asiago insieme a Luciana Littizzetto.
Lo stesso anno è vincitore del Premio Carosone.
All'inizio del 2010 suona con Stefano Bollani a due pianoforti nel programma Il Dottor Djembè, presentando Guapparia 2000, nuovo brano del disco in lavorazione. Canzoniere minimo leggero, pubblicato in settembre, contiene importanti duetti con Gianluca Guidi e, ancora, con Bollani (in veste di cantante).
Hengeller è quindi ospite di diversi programmi radiofonici, come Linea Notte su Rai Radio 3 con Maurizio Mannoni, Zazà (ancora Rai Radio 3), Start (Rai Radio 1), L'Ottovolante (Rai Radio 2), Diesel (Isoradio Rai), oltre al citato "La stanza della musica".
A luglio 2011 debutta a Firenze il progetto BHG, un inedito trio composto da Hengeller, Jesper Bodilsen al contrabbasso e Nico Gori al clarinetto. Special guest, Mirko Guerrini ai sassofoni.
Il pianista apparirà spesso anche in TV. Fra il 2012 e il 2013 è ingaggiato da Michele Santoro e Vauro per la trasmissione Servizio pubblico.
Il 29 settembre 2013 Hengeller è ospite della prima puntata del programma Sostiene Bollani (dove i due pianisti ripropongono Guapparia 2000).
Dal 2013 al 2014 è il pianista resident di Alle falde del Kilimangiaro.
Sempre nel 2013 esce il disco-tributo a Lelio Luttazzi Per pianoforte e amici, in cui Hengeller è presente con una propria versione del brano Nostalgia per la musica.
Nel 2014 cura gli arrangiamenti e le orchestrazioni del musical su Renato Carosone scritto da Federico Vacalebre, con la regia di Fabrizio Bancale, con Sal da Vinci, andato in scena al Teatro Diana di Napoli.
In dicembre esce nelle edicole, allegato al mensile Musica Jazz, un nuovo CD su Luttazzi (Lelio Swing), dove prendono parte Hengeller, Rita Marcotulli, Danilo Rea, Stefano Bollani e Fabio Concato.
A gennaio 2016 esce il quarto disco, Gli stupori del giovane Hengeller. Tra i musicisti sono presenti Enrico Rava, Hamilton De Holanda, Patrizia Laquidara e Daniele Sepe.
Nel 2018 il musicista pubblica il libro Elogio del pianoforte. Storie di tasti tra Caccioppoli, Gould e altri eroi per Lit Edizioni (collana Ultra).
A novembre 2020 esce l'album Piano Napoli, realizzato in collaborazione con Elisabetta Serio e prodotto da Gigi D'Alessio, a cui collaborano, oltre a D'Alessio stesso, Raiz, Peppe Servillo, Fabio Concato, Stefano Bollani, Enzo Gragnaniello, Franco Ricciardi, Luchè e Pietra Montecorvino.

## Rassegna Stampa
Carosone, con Gorni Kramer, Lelio Luttazzi e il Quartetto Cetra è tra i modelli e le fonti di ispirazione di Hengeller, che da un lato attinge a un repertorio deliziosamente démodé, dall'altro dimostra di averne compreso la lezione, puntando su una canzone jazzata di estrema e ricercata leggerezza (Federico Vacalebre, Il Mattino, agosto 2006)
Hengeller, pianista tutto swing e ironia. Piacevole e originale... scorre tra citazioni e remake, inediti e grandi classici, rendendo ipergradevole tutto un repertorio da varietà leggero, con mano attenta e felice (Flaviano De Luca, Il Manifesto, dicembre 2006)
Ironia, teatralità, una ricchezza di citazioni in cui il jazz si mischia allo swing, e una prova di originalità. Se poi volete una prova in più della sua originalità, ascoltate Papaveri e papere, fate caso al contrabbasso e scoprirete come si fa a mettere insieme Nilla Pizzi e Penny Lane dei Beatles (Emiliano Coraretti, Left)
La struttura del cd è semplice: tutti gli ospiti cantano il loro brano «nudi sotto la pioggia», al centro tra due pianoforti, senza sovraincisioni, senza altri strumenti (c'è solo D'Alessio che impugna una fisarmonica). Eli è più lirica, eurocentrica. Lorenzo più ironico, più attento al ritmo. (Federico Vacalebre, Il Mattino, novembre 2020)

## Discografia
- Parlami Mariù… ma non d'amore, Polosud Records, 2004
- Il giovanotto matto, Polosud Records, distr. Lucky Planets, 2006
- Canzoniere minimo leggero, Polosud Records, distr. Lucky Planets, 2010
- Gli stupori del Giovane Hengeller, Polosud Records, 2016
- Piano Napoli, Sony Music, 2020

## Partecipazioni
- Basta - Valentina Stella, Nuova Fonit Cetra, 1994
- Sotto il vestito… Napoli - Fiorenza Calogero, Daniela Fiorentino e Lorena Tamaggio, prod. dalla Arealive, 2012
- Per pianoforte e amici, tributo a Lelio Luttazzi, Warner Music Group, 2013
- Lelio Swing, raccolta su Lelio Luttazzi edita dalla rivista Musica Jazz, 2014
- Sentimentale. Dedicato a Lelio Luttazzi - Barbara Errico, prod. Koinè per Dodicilune, 2014

## Tournée
- 2004 – Alti e Bassi con Nino Buonocore

## Artisti correlati
- Renato Carosone
- Lelio Luttazzi
- Antonio Virgilio Savona
- Bruno De Filippi
- Stefano Bollani
- Enrico Rava
- Patrizia Laquidara
- Massimo Moriconi
- Fiorello
- Gigi D'Alessio